# Ameli Koloska
Ameli Koloska-Isermeyer (Dessau, 28 september 1944) is een atleet uit Duitsland.
Op de Olympische Zomerspelen van Mexico in 1968 nam Koloska voor West-Duitsland deel aan het onderdeel speerwerpen. Ze werd zevende in de finale.
Olympische Zomerspelen van München in 1972, ze eindigde in de kwalificatie.
Op de Europese kampioenschappen behaalde ze in 1971 een zilveren medaille.
Haar beste worp was 61,02 meter, die ze in 1972 gooide.